# Lijst van voetbalinterlands Paraguay - Venezuela
Deze lijst van voetbalinterlands is een overzicht van alle officiële voetbalwedstrijden tussen de nationale teams van Paraguay en Venezuela. De Zuid-Amerikaanse landen speelden tot op heden 29 keer tegen elkaar. De eerste ontmoeting, een wedstrijd tijdens de Copa América 1967, werd gespeeld in Montevideo (Uruguay) op 1 februari 1967. Het laatste duel, een kwalificatiewedstrijd voor het Wereldkampioenschap voetbal 2026, vond plaats op 15 oktober 2024 in Asunción.

## Wedstrijden
| №  | Plaats            | Datum             | Competitie           | Wedstrijd            | Uitslag |
| -- | ----------------- | ----------------- | -------------------- | -------------------- | ------- |
| 1  | Montevideo        | 1 februari 1967   | Copa América 1967    | Paraguay – Venezuela | 5 – 3   |
| 2  | Caracas           | 7 augustus 1969   | WK 1970 kwalificatie | Venezuela – Paraguay | 0 – 2   |
| 3  | Asunción          | 21 augustus 1969  | WK 1970 kwalificatie | Paraguay – Venezuela | 1 – 0   |
| 4  | Campo Grande      | 11 juni 1972      | Vriendschappelijk    | Paraguay – Venezuela | 4 – 1   |
| 5  | Caracas           | 26 maart 1989     | Vriendschappelijk    | Venezuela – Paraguay | 1 – 2   |
| 6  | Maturín           | 30 maart 1989     | Vriendschappelijk    | Venezuela – Paraguay | 0 – 0   |
| 7  | Salvador          | 7 juli 1989       | Copa América 1989    | Paraguay – Venezuela | 3 – 0   |
| 8  | Santiago de Chile | 10 juli 1991      | Copa América 1991    | Paraguay – Venezuela | 5 – 0   |
| 9  | Maldonado         | 12 juli 1995      | Copa América 1995    | Paraguay – Venezuela | 3 – 2   |
| 10 | Mérida            | 12 januari 1997   | WK 1998 kwalificatie | Venezuela – Paraguay | 0 – 2   |
| 11 | Asunción          | 12 oktober 1997   | WK 1998 kwalificatie | Paraguay – Venezuela | 1 – 0   |
| 12 | Asunción          | 2 september 2000  | WK 2002 kwalificatie | Paraguay – Venezuela | 3 – 0   |
| 13 | San Cristóbal     | 8 november 2001   | WK 2002 kwalificatie | Venezuela – Paraguay | 3 – 1   |
| 14 | Asunción          | 5 september 2004  | WK 2006 kwalificatie | Paraguay – Venezuela | 1 – 0   |
| 15 | Maracaibo         | 8 oktober 2005    | WK 2006 kwalificatie | Venezuela – Paraguay | 0 – 1   |
| 16 | Ciudad del Este   | 22 augustus 2007  | Vriendschappelijk    | Paraguay – Venezuela | 1 – 1   |
| 17 | Ciudad Guayana    | 8 september 2007  | Vriendschappelijk    | Venezuela – Paraguay | 3 – 2   |
| 18 | Asunción          | 9 september 2008  | WK 2010 kwalificatie | Paraguay – Venezuela | 1 – 0   |
| 19 | Puerto La Cruz    | 10 oktober 2009   | WK 2010 kwalificatie | Venezuela – Paraguay | 1 – 2   |
| 20 | Salta             | 13 juli 2011      | Copa América 2011    | Paraguay – Venezuela | 3 – 3   |
| 21 | Mendoza           | 20 juli 2011      | Copa América 2011    | Paraguay – Venezuela | 0 – 0   |
| 22 | Asunción          | 11 september 2012 | WK 2014 kwalificatie | Paraguay – Venezuela | 0 – 2   |
| 23 | San Cristóbal     | 11 oktober 2013   | WK 2014 kwalificatie | Venezuela – Paraguay | 1 – 1   |
| 24 | Ciudad Guayana    | 8 oktober 2015    | WK 2018 kwalificatie | Venezuela − Paraguay | 0 − 1   |
| 25 | Asunción          | 10 oktober 2017   | WK 2018 kwalificatie | Paraguay − Venezuela | 0 − 1   |
| 26 | Mérida            | 13 oktober 2020   | WK 2022 kwalificatie | Venezuela − Paraguay | 0 − 1   |
| 27 | Asunción          | 9 september 2021  | WK 2022 kwalificatie | Paraguay − Venezuela | 2 − 1   |
| 28 | Maturín           | 12 september 2023 | WK 2026 kwalificatie | Venezuela − Paraguay | 1 − 0   |
| 29 | Asunción          | 15 oktober 2024   | WK 2026 kwalificatie | Paraguay − Venezuela | 2 − 1   |

## Samenvatting
| Competitie        | Totaal gespeeld | Winst Paraguay | Gelijk | Winst Venezuela | Doelsaldo Paraguay – Venezuela |
| ----------------- | --------------- | -------------- | ------ | --------------- | ------------------------------ |
| WK-kwalificatie   | 18              | 13             | 1      | 4               | 23 − 11                        |
| Copa América      | 6               | 4              | 2      | 0               | 19 − 8                         |
| Vriendschappelijk | 5               | 2              | 2      | 1               | 9 − 6                          |
| Totaal            | 29              | 19             | 5      | 5               | 51 − 25                        |

## Details

### Negende ontmoeting
| Copa América 1995 (Maldonado, Uruguay, 12 juli 1995): |              | |
| Paraguay | 3 – 2        | Venezuela |
| José Cardozo 35' Juan Villamayor 64' Carlos Gamarra 83' | goals        | 13' Gabriel Miranda 68' José Luis Dolgetta |
| Ladislao Kubala | bondscoach   | Rafael Santana |
| Jorge Battaglia Juan Villamayor Celso Ayala Carlos Gamarra Juan Jara Estanislao Struway Francisco Arce Roberto Acuña Richart Báez 85' José Cardozo 46' Jorge Luis Campos | opstellingen | Gilberto Angelucci Elvis Martínez Héctor Rivas Carlos García William González 85' Marcos Matías 85' Sergio Hernández Gabriel Miranda 80' Gerson Díaz Stalin Rivas José Luis Dolgetta |
| Francisco Esteche 46' Adriano Samaniego 85' | wissels      | 80' Wilson Chacón 85' Diony Guerra 85' Jesús Valbuena |

### Tiende ontmoeting
| WK 1998 kwalificatie (Mérida, Venezuela, 12 januari 1997): |              | |
| Venezuela | 0 – 2        | Paraguay |
| | goals        | 6' Miguel Benítez 62' Julio Enciso |
| Eduardo Borrero | bondscoach   | Paulo César Carpeggiani |
| Rafael Dudamel David McIntosh Alexander Echenique John Medina José Vallenilla Andrew Páez Gabriel Urdaneta Juan Castellano 46' José Nabollán 62' Luis Ramos Giovanni Savarese | opstellingen | Ruben Ruiz Díaz Francisco Arce Carlos Gamarra Jorge Alcaraz Pedro Sarabia Julio Enciso Estanislao Struway Roberto Acuña 53' Osvaldo Cohener 69' Arístides Rojas 80' Miguel Benítez |
| Luis Tizamo 46' Jesús Valiente 62' | wissels      | 53' Virgilio Ferreira 69' Richart Báez 80' Justo Meza |
| Giovanni Savarese 11' | gele kaarten | 66' Jorge Alcaraz |

### Elfde ontmoeting
| WK 1998 kwalificatie (Asunción, Paraguay, 12 oktober 1997): |       |           |
| Paraguay                                                    | 1 – 0 | Venezuela |
| Félix Torres 68'                                            | goals |           |

### Twaalfde ontmoeting
| WK 2002 kwalificatie (Asunción, Paraguay, 2 september 2000): |       |           |
| Paraguay                                                     | 3 – 0 | Venezuela |
| Gabriel González 30' José Cardozo 34' Carlos Paredes 43'     | goals |           |

### Dertiende ontmoeting
| WK 2002 kwalificatie (San Cristobál, Venezuela, 8 november 2001): |       |                           |
| Venezuela                                                         | 3 – 1 | Paraguay                  |
| Ruberth Morán 2' Daniel Noriega 22' Héctor González 40'           | goals | 28' (pen.) Francisco Arce |

### Veertiende ontmoeting
| WK 2006 kwalificatie (Asunción, Paraguay, 5 september 2004): |              | |
| Paraguay | 1 – 0        | Venezuela |
| Carlos Gamarra 52' | goals        | |
| Aníbal Ruiz | bondscoach   | Richard Páez |
| Justo Villar Pedro Sarabia Julio César Cáceres Carlos Gamarra 83' Paulo Da Silva Diego Gavilán 78' Julio César Enciso Carlos Paredes Nelson Cuevas José Cardozo 58' Roque Santa Cruz | opstellingen | Gilberto Angelucci Luis Vallenilla José Manuel Rey Alejandro Cichero Jorge Alberto Rojas 68' Ricardo Páez Leopoldo Jiménez Luis Vera 71' Gabriel Urdaneta 76' Rafael Castellín Juan Arango |
| César Ramírez 58' Edgar Barreto 78' Julio Manzur 83' | wissels      | 68' Alexander Rondón 71' Héctor González 76' Wilfredo Moreno |
| Julio César Enciso 90' | gele kaarten | 45' Gabriel Urdaneta 62' Luis Vera |

### Vijftiende ontmoeting
| WK 2006 kwalificatie (Maracaibo, Venezuela, 8 oktober 2005): |       |                   |
| Venezuela                                                    | 0 – 1 | Paraguay          |
|                                                              | goals | 64' Nelson Valdez |

### Zestiende ontmoeting
| Vriendschappelijk (Ciudad del Este, Paraguay, 22 augustus 2007): |       |           |
| Paraguay                                                         | 1 – 1 | Venezuela |
| Alejandro Da Silva 25'                                           | goals | 58' Miku  |

### Zeventiende ontmoeting
| Vriendschappelijk (Ciudad Guayana, Venezuela, 8 september 2007):  |       |                                           |
| Venezuela                                                         | 3 – 2 | Paraguay                                  |
| Daniel Arismendi 67' Giancarlo Maldonado 76' Alejandro Guerra 90' | goals | 37' Cristian Riveros 65' Cristian Riveros |

### Achttiende ontmoeting
| WK 2010 kwalificatie (Asunción, Paraguay, 9 september 2008): |       |           |
| Paraguay                                                     | 2 – 0 | Venezuela |
| Cristian Riveros 28' Nelson Valdez 45+'                      | goals |           |

### Negentiende ontmoeting
| WK 2010 kwalificatie (Ciudad Guayana, Venezuela, 10 oktober 2009): |       |                                        |
| Venezuela                                                          | 1 – 2 | Paraguay                               |
| Alexander Rondón 86'                                               | goals | 56' Salvador Cabanas 80' Óscar Cardozo |

### Twintigste ontmoeting
| Copa América 2011 (Salta, Argentinië, 13 juli 2011): |              | |
| Paraguay | 3 – 3        | Venezuela |
| Antolín Alcaraz 33' Lucas Barrios 64' Cristian Riveros 86' | goals        | 5' José Salomón Rondón 90' Miku 90+2' Greddy Perozo |
| Gerardo Martino | bondscoach   | César Farías |
| Justo Villar Darío Verón Antolín Alcaráz Paulo da Silva Enrique Vera 70' Cristian Riveros Aureliano Torres Néstor Ortigoza Marcelo Estigarribia 85' Roque Santa Cruz 43' Lucas Barrios | opstellingen | Renny Vega Oswaldo Vizcarrondo Gabriel Cichero Roberto Rosales 76' Alexander González Giácomo Di Giorgi Tomás Rincón 68' Yohandry Orozco Greddy Perozo 63' Daniel Arismendi José Salomón Rondón |
| Nelson Valdez 43' Jonathan Santana 70' Víctor Cáceres 85' | wissels      | 63' Juan Arango 68' Miku 76' Giancarlo Maldonado |
| Jonathan Santana 80' Nelson Valdez 75' | gele kaarten | 75' Greddy Perozo 78' Giancarlo Maldonado |

### 21ste ontmoeting
| Copa América 2011 (Mendoza, Argentinië, 20 juli 2011):                      |                     |                                                                   |
| Paraguay                                                                    | 0 – 0               | Venezuela                                                         |
|                                                                             | goals               |                                                                   |
| Néstor Ortigoza Lucas Barrios Cristian Riveros Osvaldo Martínez Darío Verón | strafschoppen 5 – 3 | Giancarlo Maldonado José Manuel Rey Franklin Lucena Nicolás Fedor |

### 22ste ontmoeting
| WK 2014 kwalificatie (Asunción, Paraguay, 11 september 2012):            |       |                                                 |
| Paraguay                                                                 | 0 – 2 | Venezuela                                       |
|                                                                          | goals | 45' José Salomón Rondón 68' José Salomón Rondón |
| - Laatste duel van Paraguay onder leiding van bondscoach Francisco Arce. |       |                                                 |

### 23ste ontmoeting
| WK 2014 kwalificatie (San Cristóbal, Venezuela, 11 oktober 2013): |       |                   |
| Venezuela                                                         | 1 – 1 | Paraguay          |
| Luis Seijas 83'                                                   | goals | 28' Edgar Benítez |

### 24ste ontmoeting
| WK 2018 kwalificatie (San Cristóbal, Venezuela, 8 oktober 2015): |              | |
| Venezuela | 0 – 1        | Paraguay |
| | goals        | 85' Derlis González |
| Noel Sanvicente | bondscoach   | Ramón Díaz |
| Alain Baroja Gabriel Cichero Oswaldo Vizcarrondo Roberto Rosales Franklin Lucena César González 62' Luis Seijas Tomás Rincón Jeffrén 81' Juan Falcón 74' José Salomón Rondón | opstellingen | Antony Silva Bruno Valdez Miguel Samudio Paulo da Silva Pablo Aguilar 63' Richard Ortiz Néstor Ortigoza 73' Federico Santander Derlis González Edgar Benítez 87' Lucas Barrios |
| Alejandro Guerra 62' Josef Martínez 74' Jhon Murillo 81' | wissels      | 63' Víctor Cáceres 73' Raúl Bobadilla 87' Jonathan Fabbro |
| Franklin Lucena 82' José Salomón Rondón 90' | gele kaarten | 38' Richard Ortiz |

APF · A-internationals · Selecties · Bondscoaches · Paraguayaans vrouwenelftal · Paraguay U21 · Paraguay U20 · Paraguay U19 · Paraguay U18 · Paraguay U17
1919 – 1929 · 
1930 – 1939 · 
1940 – 1949 · 
1950 – 1959 · 
1960 – 1969 · 
1970 – 1979 · 
1980 – 1989 · 
1990 – 1999 · 
2000 – 2009 · 
2010 – 2019 ·
2020 − 2029
WK 1930 · 
WK 1950 · 
WK 1958 · 
WK 1986 · 
WK 1998 · 
WK 2002 · 
WK 2006 · 
WK 2010
OS 1992 · 
OS 2004
1919 · 
1920 · 
1921 · 
1922 · 
1923 · 
1924 · 
1925 · 
1926 · 
1927 · 
1928 · 
1929 · 
1930 · 
1931 · 
1932–1936 · 
1937 · 
1938 · 
1939 · 
1940 · 
1941 · 
1942 · 
1943 · 
1944 · 
1945 · 
1946 · 
1947 · 
1948 · 
1949 · 
1950 · 
1951–1952 · 
1953 · 
1954 · 
1955 · 
1956 · 
1957 · 
1958 · 
1959 · 
1960 · 
1961 · 
1962 · 
1963 · 
1964 · 
1965 · 
1966 · 
1967 · 
1968 · 
1969 · 
1970 · 
1971 · 
1972 · 
1973 · 
1974 · 
1975 · 
1976 · 
1977 · 
1978 · 
1979 · 
1980 · 
1981 · 
1982 · 
1983 · 
1984 · 
1985 · 
1986 · 
1987 · 
1988 · 
1989 · 
1990 · 
1991 · 
1992 · 
1993 · 
1994 · 
1995 · 
1996 · 
1997 · 
1998 · 
1999 · 
2000 · 
2001 · 
2002 · 
2003 · 
2004 · 
2005 · 
2006 · 
2007 · 
2008 · 
2009 · 
2010 · 
2011 · 
2012 · 
2013 · 
2014 · 
2015 · 
2016 ·
2017 ·
2018 ·
2019 ·
2020 ·
2021 ·
2022
Argentinië ·
Armenië ·
Australië ·
Bahrein ·
België ·
Bolivia ·
Bosnië en Herzegovina · 
Brazilië ·
Bulgarije ·
Canada ·
Chili ·
China ·
Colombia ·
Costa Rica ·
Denemarken ·
Duitsland ·
Ecuador ·
El Salvador ·
Engeland ·
Frankrijk ·
Georgië ·
Griekenland ·
Guadeloupe ·
Guatemala ·
Honduras ·
Hongarije ·
Hongkong ·
Ierland ·
Indonesië ·
Irak ·
Iran ·
Italië ·
Ivoorkust ·
Jamaica ·
Japan ·
Joegoslavië ·
Jordanië ·
Kameroen ·
Marokko ·
Mexico ·
Nederland ·
Nicaragua ·
Nieuw-Zeeland ·
Nigeria ·
Noord-Korea ·
Noord-Macedonië ·
Noorwegen ·
Oman ·
Oostenrijk ·
Panama ·
Peru ·
Polen ·
Portugal ·
Qatar ·
Roemenië ·
Saoedi-Arabië ·
Schotland ·
Servië ·
Slovenië ·
Slowakije ·
Spanje ·
Togo ·
Trinidad en Tobago ·
Tsjechië ·
Turkije ·
Uruguay ·
Venezuela ·
Verenigde Arabische Emiraten ·
Verenigde Staten ·
Wales ·
Zuid-Afrika ·
Zuid-Korea ·
Zweden
Engeland (2006) · 
Italië (2010) · 
Slovenië (2002) · 
Spanje (2002) · 
Trinidad en Tobago (2006) · 
Zuid-Afrika (2002) · 
Zweden (2006)
FVF · A-internationals · Selecties · Bondscoaches · Statistieken · Venezolaans vrouwenelftal · Olympisch elftal · Venezuela U21 · Venezuela U20 · Venezuela U19 · Venezuela U18 · Venezuela U17
1938 – 1949 ·
1950 – 1959 ·
1960 – 1969 ·
1970 – 1979 ·
1980 – 1989 ·
1990 – 1999 ·
2000 – 2009 ·
2010 – 2019 ·
2020 – 2029
1938 · 
1939–1945 · 
1946 · 
1947 · 
1948 · 
1949 · 1950 · 
1951 · 
1952 · 1953 · 1954 · 
1955 · 
1956 · 
1957–1964 · 
1965 · 
1966 · 
1967 · 
1968 · 
1969 · 
1970 · 
1971 · 
1972 · 
1973 · 
1974 · 
1975 · 
1976 · 
1977 · 
1978 · 
1979 · 
1980 · 
1981 · 
1982 · 
1983 · 
1984 · 
1985 · 
1986 · 
1987 · 
1988 · 
1989 · 
1990 · 
1991 · 
1992 · 
1993 · 
1994 · 
1995 · 
1996 · 
1997 · 
1998 · 
1999 · 
2000 · 
2001 · 
2002 · 
2003 · 
2004 · 
2005 · 
2006 · 
2007 · 
2008 · 
2009 · 
2010 · 
2011 · 
2012 · 
2013 · 
2014 · 
2015 · 
2016 · 
2017 ·
2018 ·
2019 ·
2020 ·
2021 ·
2022 ·
2023 ·
2024
Angola ·
Argentinië ·
Aruba ·
Australië ·
Bahama's ·
Bermuda ·
Bolivia ·
Brazilië ·
Canada ·
Chili ·
China ·
Colombia ·
Costa Rica ·
Cuba ·
Dominicaanse Republiek ·
Ecuador ·
El Salvador ·
Estland ·
Guatemala ·
Guinee ·
Haïti ·
Honduras ·
IJsland ·
Iran ·
Italië ·
Jamaica ·
Japan ·
Joegoslavië ·
Malta ·
Mexico ·
Moldavië ·
Nederlandse Antillen ·
Nicaragua ·
Nieuw-Zeeland ·
Nigeria ·
Noord-Korea ·
Oezbekistan ·
Oostenrijk ·
Panama ·
Paraguay ·
Peru ·
Puerto Rico ·
Saoedi-Arabië · 
Spanje ·
Syrië ·
Trinidad en Tobago ·
Uruguay ·
Verenigde Arabische Emiraten ·
Verenigde Staten ·
Zuid-Korea ·
Zweden ·
Zwitserland